# Christian Friedrich Ludwig
Christian Friedrich Ludwig (Lipsia, 19 maggio 1757 – Lipsia, 8 luglio 1823) è stato un naturalista e medico tedesco.

## Biografia
Studiò medicina presso l'Università di Lipsia, dove nel 1779 ottenne la sua abilitazione. Nel 1780/81 fece un viaggio di studio nel sud della Germania, in Svizzera, in Francia, nei Paesi Bassi e in Inghilterra. Successivamente a Lipsia, divenne professore associato di medicina (1782) e di storia naturale (1787). Nel 1796 fu nominato professore ordinario di patologia, e in seguito ottenne le cattedre in terapia e materia medica (dal 1812) e chirurgia (dal 1820). In due diverse occasioni fu rettore presso l'Università di Lipsia (1801/02) e nel 1807/08.
Era il figlio del botanico Christian Gottlieb Ludwig (1709-1773).

## Opere principali
- Primae lineae anatomiae pathologicae, Leipzig 1785.
- Scriptores neurologici minores selecti, 1791
- Historiae insitionis variolarum humanarum et vaccinarum comparatio, 16 parts, Leipzig 1803-1823.
- Handbuch der Mineralogie nach A.G. Werner, 1803.
- Einleitung in die Bücherkunde der praktischen Medizin, Leipzig 1806 – Introduction to scientific practical medicine.
- De artis obstetriciae in academia et civitate Lipsiensi incrementis, Leipzig 1811.
- De nosogenia in vasculis minimis, 5 volumi, Leipzig 1809-1819.